# Queen of Mean
Queen of Mean es una canción interpretada por Sarah Jeffery de la película Descendants 3. La canción fue estrenada el 2 de agosto de 2019, junto con su álbum. La canción alcanzó el puesto 49 en la lista Billboard Hot 100.  La canción también alcanzó el puesto 57 en el Canadian Hot 100, y el 89 en la UK Singles Chart. 

## Desempeño comercial
La canción debutó en el número 67 en la lista Billboard Hot 100, convirtiéndose en la primera entrada de Jeffery en la lista y una de las canciones con las listas más altas de la franquicia Descendants, así como la canción en solitario con las listas más altas de cualquiera de las películas. En su segunda semana, la canción subió al número cuarenta y nueve en la lista y se convirtió en la segunda canción más alta de cualquier película de Descendants detrás de "Rotten To The Core". La canción pasó ocho semanas consecutivas en el Billboard Hot 100 convirtiéndose en la canción de Descendants con más tiempo en las listas. La semana siguiente, dejó las listas por primera vez.

## Video musical
El video musical fue lanzado en el canal Vevo de Disney Music el 2 de agosto de 2019 luego del estreno de la película. De la noche a la mañana, el video musical logró dos millones de visitas y luego alcanzó el número uno en la lista de videos de tendencias de YouTube. Desde entonces ha recibido más de 270 millones de visitas. El video se convirtió en el primero de Descendants 3 en alcanzar tanto 100 millones de visitas como 200 millones de visitas, y es el video musical más visto de la película, así como uno de los más vistos de cualquiera de las películas. También tiene más de dos millones de me gusta, convirtiéndose en el video musical con más me gusta de la franquicia.
El 27 de septiembre de 2019, Disney lanzó un video musical de Memoji para la canción.

## Listado de pistas
- Descarga digital

1. "Queen of Mean" - 3:09

- Remixes EP

1. "Queen of Mean (CLOUDxCITY Remix)" - 3:30
2. "Queen of Mean/What's My Name CLOUDxCITY Mashup" - 2:28